# Agía Effimía (Céphalonie)
Agía Effimía, en grec moderne : Αγία Ευφημία, est un village côtier de l'île de Céphalonie, en Grèce.
Selon le recensement de 2011, la population d'Agía Effimía compte 432 habitants.